# Torben Christensen (kunstner)
 Der er flere personer med dette navn, se Torben Christensen.
Torben Marcus Christensen (5. september 1950 i Vejle – 22. december 2004) var en dansk maler og videokunstner. Uddannet på Det Kongelige Danske Kunstakademi hos Mogens Andersen, Arthur Köpcke, Gunnar Aagaard Andersen, Dan Sterup-Hansen og Helge Bertram fra 1971 til 1977. Han oprettede Mediekunstskolen på Kunstakademiets Billedkunstskoler, hvor han var professor 1994-2003.

## Ekstern henvisning
- Torben Christensen på Kunstindeks Danmark/Weilbachs Kunstnerleksikon